# Eschata chrysargyria
Eschata chrysargyria là một loài bướm đêm trong họ Crambidae.